# 安娜·克拉姆林
安娜·約蘭達·克拉姆林·貝隆（Anna Yolanda Cramling Bellón，2002年4月30日—）是西班牙及瑞典國際象棋选手、Twitch直播主和YouTuber，拥有女子国际棋联大师的称号。她的FIDE最高评分为2175。她代表瑞典参加了在巴库举行的2016年国际象棋奥林匹克以及两次欧洲团体国际象棋锦标赛。
她在一个国际象棋世家长大，她的父母皮亞·克拉姆林和胡安·曼努埃尔·贝隆·洛佩斯也都拥有国际象棋特级大师的頭銜。她3岁在西班牙生活时开始接觸国际象棋。11岁时随家人移居瑞典。从2015年到2019年，她参加了多个不同年龄段的欧洲青年、世界青年、世界青年和世界青年国际象棋锦标赛。她在2018年15岁时获得了WFM头衔，同年她达到最高评分2175。2018年，她以2498的成绩击败了西班牙国际大师雷尼尔·卡斯特拉诺斯·罗德里格斯（Renier Castellanos Rodriguez）。
于2020年初开始在網路专注于国际象棋内容。她的父母都是她频道的偶尔嘉宾。大约一年后，Cramling与Panda电子竞技组织签约，成为他们的第一个国际象棋主播。

## 早年生活和背景
她2002年4月30日出生于马拉加省丰希罗拉，其父母为皮亚·克拉姆林和胡安·曼努埃爾·貝隆·洛佩茲（Juan Manuel Bellón López）。她的母亲来自瑞典，父亲来自西班牙。她的父母都是国际象棋选手，都拥有大师（GM）头衔。她的母亲在1984年被FIDE 评为世界女性第一，并在1992年成为第五位获得GM头衔的女性。她的父亲是五届西班牙冠军。她3岁开始下棋。在她整个童年时期，她父母都积极参加国际象棋比赛。当她年轻的时候，她也通常会陪父母参加国际象棋比赛，因为她唯一的固定保姆是她的外祖父，因为他住在瑞典，所以不能经常照看他。她和她父母一直住在西班牙直到她11岁搬到瑞典。她在2014年从西班牙转会到瑞典，在代表西班牙时只参加了几场比赛。

## 国际象棋生涯
2013年2月，她10岁已参加了直布罗陀国际象棋节业余A比赛，获得了她第一个FIDE评级。她在与额定对手的比赛中赢得了四场比赛中的一场，击败了评分为1772的英国棋手Raymond Kearsley。
次年，她在直布罗陀举行的同一场业余A比赛中获得女子组冠军。因为她父母经常参加比赛，她的奖项引起了媒体的关注。这一表现也帮助她达到了1600的评分。
她12岁时评分大幅提高，在2015年初，她在两个月内的4场比赛获得了三百多个评分点，超过了1900评分。这些锦标赛包括元旦前后在斯德哥尔摩的锦标赛，以及在直布罗陀举行的业余A和业余B比赛。
2015年底，她参加了在希腊波尔图卡拉斯举行的14岁以下女子组世界少年国际象棋锦标赛。作为125名参赛者中的第58号种子，她以6/11的成绩比第54名的种子成绩略好。 
2016年6月，14岁的她在斯德哥尔摩参加哈塞尔巴肯国际象棋公开赛后首次达到2000分。她在那场比赛中最好的胜利是对阵她的同胞迈克尔贝克曼，他的得分为2161。
2017年初，她在直布罗陀参加了大师赛，在此期间她与父亲打了一场比赛。
接近年底，她参加了欧洲青年国际象棋锦标赛和世界青年国际象棋锦标赛，分别参加了前者的16岁以下女子组和后者的20岁以下女子组。她在这两方面都表现出色，分别获得17和31的评分。她在前者的75名参赛者中排名第35位，在后者的89名参赛者中排名第61位，与她各自的第31位和第66位种子相似。
她在2018年获得了女子国际棋联大师WFM称号。凭借在四场比赛中的出色表现，她在2018年初又获得了大约200分，达到了职业生涯最高的2175分。
她在直布罗陀的挑战者B比赛中以2151平均评分追平了对手，随后在瑞典精英酒店公开赛上以4/4完美成绩击败2名约2200的选手。
在2018年7月的西班牙贝纳斯克国际公开赛期间，她击败了评分2498的西班牙国际大师雷尼尔·卡斯特拉诺斯·罗德里格斯 (Renier Castellanos Rodriguez)。
接近年底，她参加了世界青年锦标赛20岁以下女子组和世界青年锦标赛16岁以下女子组。她再次完成了与前者相似的第57名种子，在98名参赛者中排名第54位。相比之下，她在后者中表现不佳，在90名参赛者中排名第59位，而她的种子排名第30位，导致她的评分下降到2000以下。
2019年底開始，她成为了一名主播，很少参加比赛，并且COVID-19 大流行开始了，这限制了运营中比赛的数量。

## 团体赛
她曾代表瑞典参加过一次国际象棋奥林匹克比赛和两次欧洲团体国际象棋锦标赛的女子组比赛。

## 风格
她非常喜欢用白棋玩 1.d4（后兵開局）。她认为她将母亲的开场风格与父亲的激进风格结合了，她说：“我认为我下得非常激进，尤其是当我在網上下棋的时候。因為那樣更有趣嘛！ （笑）我会说这是从我父亲那得到的，因为他绝对是一个非常具有侵略性和战术性的棋手。就這方面而言，我很像他；而开局方面，我和我妈妈的开局反而比較相似，因为她曾经教过我很多。所以我想，我会说我是在用我爸爸的风格玩我妈妈的開局！（I think that I play very aggressively, especially when I play online. It's just more fun! (laughs) I’d say I got that from my father, as he's definitely a very aggressive and tactical chess player. In that sense I play a lot like him, and in terms of openings, I play a lot that are similar to my mother's openings, because she used to teach me a lot of them. So I guess, I’d say I play my mum's openings with my dad's style!）”

## 媒体事业
在今年早些时候有机会与她母亲评论2020年世界女子国际象棋锦标赛的比赛后，克拉姆林于2020年初推出了自己的Twitch频道。有时，她的母亲会和她一起在Twitch上玩游戏或提供建议。在极少数情况下，她的父亲也会这样做。在Twitch上直播大约一年后，她与Panda电竞团队签约，成为他们的第一位国际象棋主播，也是第一位与此类电竞组织签约的瑞典国际象棋选手。

## 註
1. ↑  6 points in 11 games. (A win is 1 point, a draw is a ½ point, and a loss is 0 points.)